# Виктор Мануел Фульо
Виктор Мануел Фульо (на испански: Víctor Manuel Fouilloux) е мексикански режисьор и преподавател по актьорско майсторство и дублаж. Работил е с продуцентите на компания Телевиса Карла Естрада, Пинки Морис, Юри Бреня, Салвадор Мехия, Карлос Морено, Емилио Лароса и Натали Лартио.
През 90-те години Виктор Мануел Фульо е асистент-режисьор на различни теленовели, режисирани от Мигел Корсега и Моника Мигел. През 2000 г. дебютира като режисьор в локация на теленовелата Прегърни ме много силно, в която участват Арасели Арамбула, Фернандо Колунга и Виктория Руфо. През 2008 г. дебютира като главен режисьор в теленовелата Внимавай с ангела, в която участват Маите Перони, Уилям Леви, Елена Рохо и Лаура Сапата.
Своята преподавателска дейност развива в различни мексикански институции като Института за сценично изкуство, Центъра за изкуство и театър „Емилия Каранса“, Института „Андес Солер“ и Центъра за артистично образование на Телевиса.

## Филмография

### Режисьор
- Както се казва (2017)
- Непростимо (2015)
- Котката (2014)
- Необуздано сърце (2013)
- Два дома (2011 – 2012)
- Рафаела (2011)
- Докато парите ни разделят (2009 – 2010)
- Внимавай с ангела (2008 – 2009)
- Момиченца като теб (2007)
- Скритата истина (2006)
- Мащехата (2005)
- Невинната ти (2004 – 2005)
- Любов и омраза (2002)
- Тайната (2001)
- Прегърни ме много силно (2000 – 2001)

### Режисьор на диалози
- Силвия Пинал, пред теб (2019)
- Втора част на Веселяци и сърдитковци (2003 – 2004)

### Асистент-режисьор
- Къщата на плажа (2000)
- Право на любов (1998 – 1999)
- Мария Исабел (1997)
- Любовни връзки (1995 – 1996)
- Между живота и смъртта (1993)

### Актьор
- Както се казва (2016) – Медина
- Мария от квартала (1995 – 1996)
- Стар модел (1992) – Пако

## Награди и номинации
Награди TVyNovelas
| Година | Категория          | Теленовела        | Резултат  |
| ------ | ------------------ | ----------------- | --------- |
| 2009   | Най-добър режисьор | Внимавай с ангела | Номиниран |